# Lazyboy
Lazyboy, även känt som Lazy B i Storbritannien, är ett musikprojekt som startades av den förre Aquamedlemmen Søren Nystrøm Rasted. Projektet är mest känt för singlarna Underwear Goes Inside the Pants och Facts Of Life, som slog i flera länder i Europa samt Australien. Den efterföljande singeln Inhale Positivity och albumet Lazyboy TV slog dock inte.
När singeln Facts of Life släpptes i Sverige läste Gert Fylking in verserna.
Projektet använder spoken word över en mjuk pop/hiphopbakgrund för att föra ut ofta samhällskritiska texter.
2006 meddelades det att projektet skulle byta namn till Lazy B, för att minska risken för sammanblandning med möbeltillverkaren La-Z-Boy.

## Diskografi

### Album
- Lazyboy TV (2004)

### Singlar
- Underwear Goes Inside the Pants (2004)
- Facts Of Life (2004)
- Inhale Positivity (2004)